# Antoni Franciszek Ksawery Sotkiewicz

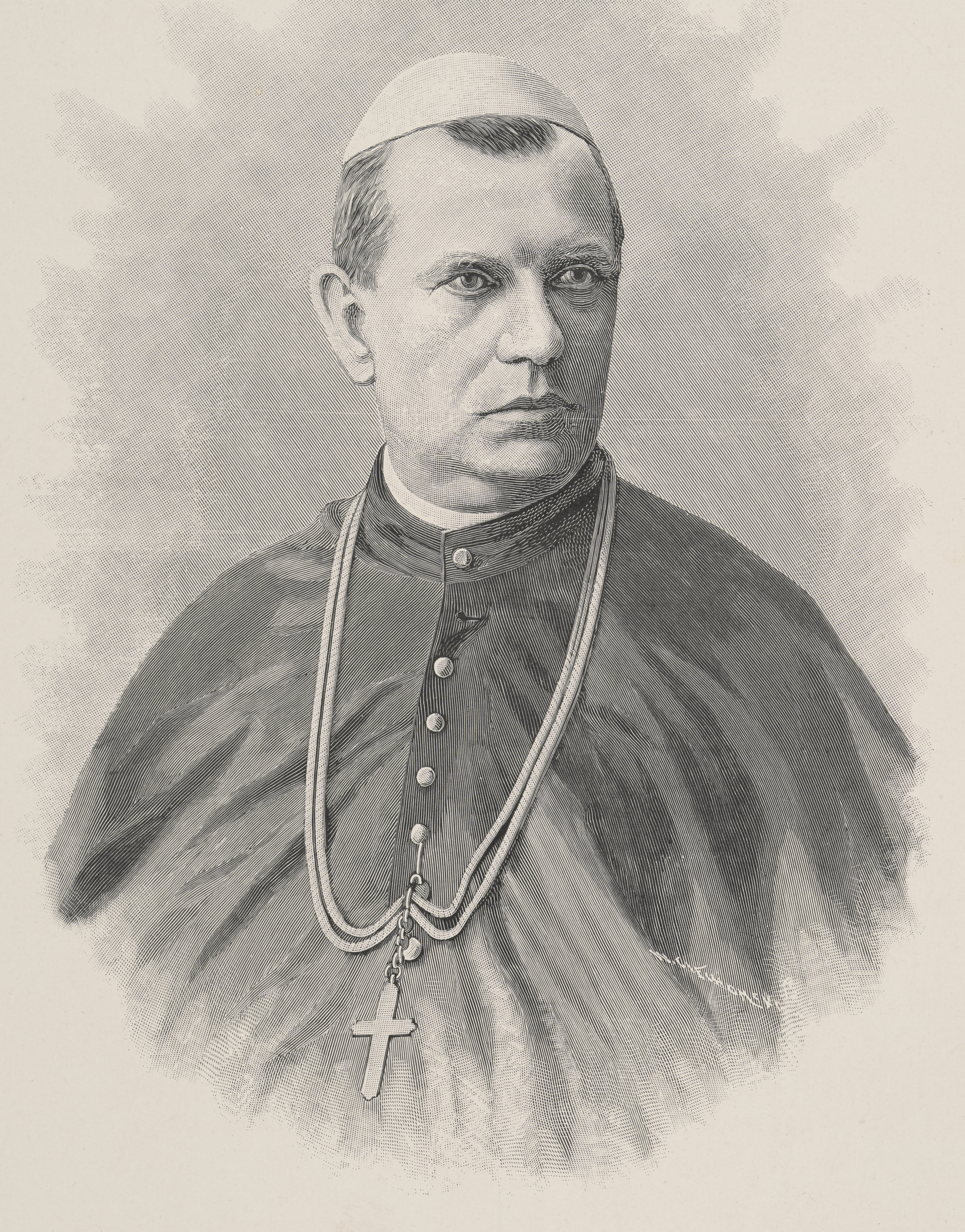
Antoni Franciszek Ksawery Sotkiewicz (1901)

Antoni Franciszek Ksawery Sotkiewicz (lat. Antonio Francesco Saverio Sotkiewicz), (* 12. Januar 1826 in Bardo, Polen; † 4. Mai 1901 in Sandomierz) war Bischof von Sandomierz.

## Leben
Nach Schule und Abitur besuchte er das Priesterseminar in Sandomierz, er studierte ab 1846 Theologie an der Christlich Theologischen Akademie in Warschau. Am 29. Juli 1849 empfing er die Diakonenweihe und am 5. August 1849 durch Bischof Józef Joachim Goldtman die Priesterweihe. Ab 1860 lehrte er als Professor Kirchenrecht an der Warschauer Akademie. Von 1877 bis 1883 war er Administrator des Erzbistums Warschau.
Am 15. März 1883 ernannte ihn Papst Leo XIII. zum Bischof von Sandomierz. Die Bischofsweihe spendete ihm am 20. Mai 1883 Wincenty Teofil Popiel, der Erzbischof von Warschau. In sein Bistum feierlich eingeführt wurde er am 24. Juni 1883 in der Kathedrale von Sandomierz. Er organisierte und reformierte das kirchliche Leben in seinem Bistum.
Seine letzte Ruhestätte fand er in der Krypta der Kathedrale von Sandomierz.